# Djeidi Gassama
Djeidi Hamara Gassama (Niéléba Haouissé, 13 dicembre 2004) è un calciatore francese, attaccante dei Rangers.

## Biografia
Nato in un villaggio della Mauritania, si è trasferito in Francia in giovane età.

## Carriera

### Club
Gassama è cresciuto nel settore giovanile del Paris Saint-Germain, con cui ha firmato il primo contratto professionistico il 23 luglio 2020. Ha debuttato in prima squadra il 14 maggio 2022 entrando in campo nei minuti finali dell'incontro di Ligue 1 vinto 4-0 contro il Montpellier.
Il 6 settembre seguente ha prolungato il contratto fino al 2024 ed è stato ceduto in prestito all'Eupen per tutta la stagione. Ha segnato il suo primo gol in carriera il 5 novembre nella partita vinta 2-0 contro lo Standard Liegi.
Il 15 agosto 2023 è stato acquistato a titolo definitivo dallo Sheffield Weds.

### Nazionale
Ha giocato con la nazionale francese Under-20.

## Statistiche

### Presenze e reti nei club
Statistiche aggiornate al 12 agosto 2025.
| Stagione                   | Squadra                    | Campionato                 | Campionato | Campionato | Coppe nazionali | Coppe nazionali | Coppe nazionali | Coppe continentali | Coppe continentali | Coppe continentali | Altre coppe | Altre coppe | Altre coppe | Totale | Totale | Totale |
| Stagione                   | Squadra                    | Comp                       | Pres       | Reti       | Comp            | Pres            | Reti            | Comp               | Pres               | Reti               | Comp        | Pres        | Reti        | Pres   | Reti   |        |
| -------------------------- | -------------------------- | -------------------------- | ---------- | ---------- | --------------- | --------------- | --------------- | ------------------ | ------------------ | ------------------ | ----------- | ----------- | ----------- | ------ | ------ | ------ |
| 2021-2022                  | Paris Saint-Germain 2      | N3                         | 1          | 0          | -               | -               | -               | -                  | -                  | -                  | -           | -           | -           | 1      | 0      |        |
| 2021-2022                  | Paris Saint-Germain        | L1                         | 1          | 0          | CF              | 0               | 0               | UCL                | 0                  | 0                  | -           | -           | -           | 1      | 0      |        |
| 2022-2023                  | Eupen                      | D1                         | 19         | 2          | CB              | 1               | 0               | -                  | -                  | -                  | -           | -           | -           | 20     | 2      |        |
| 2023-2024                  | Sheffield Weds             | FLC                        | 35         | 3          | FACup+CdL       | 2+0             | 1+0             | -                  | -                  | -                  | -           | -           | -           | 37     | 4      |        |
| 2024-2025                  | Sheffield Weds             | FLC                        | 43         | 7          | FACup+CdL       | 1+3             | 0+1             | -                  | -                  | -                  | -           | -           | -           | 47     | 8      |        |
| Totale Sheffield Wednesday | Totale Sheffield Wednesday | Totale Sheffield Wednesday | 78         | 10         |                 | 6               | 2               |                    | 0                  | 0                  |             | -           | -           | 84     | 12     |        |
| 2025-2026                  | Rangers                    | SP                         | 2          | 0          | CS+CdL          | 0               | 0               | UCL                | 4                  | 4                  | -           | -           | -           | 6      | 4      |        |
| Totale carriera            | Totale carriera            | Totale carriera            | 101        | 12         |                 | 7               | 2               |                    | 4                  | 4                  |             | -           | -           | 112    | 18     |        |

## Palmarès

### Club

#### Competizioni nazionali
- Campionato francese: 1

Paris Saint-Germain: 2021-2022